# Кени Фрајс
Кени Фрајс (енгл. Kenny Fries; Бруклин, 22. септембар 1960) јесте амерички мемоарист и песник. Аутор је књига У провинцији богова (2017), Историја мојих ципела и Еволуција Дарвинове теорије (2007), Тело, сети се: Мемоари (1997) и уредник Staring Back-а: The Disability Experience из the Inside Out (1997). Хјустонска Опера му је наручила да напише либрето за Камен сећања, који је премијерно изведен 2013. Његове књиге песама су: У баштама Јапана (2017), Шетња по пустињи (2006) и Анестезија (2000). 2009. године је добио стипендију организације Креативни капитал, у иновативној књижевности, награду Густавус Мајерс за изванредну књигу 2007, награду Грегори Коловакос, стипендију за креативну уметност од Јапанско-америчке комисије за пријатељство и Националне задужбине, и два пута је био Фулбрајтов стипендиста (у Јапану и Немачкој). Године 2017. креирао је Фрајсов тест за инвалидност у фикцији и филму, сличан Бекдел тесту за жене.

## Младост и образовање
Фрајс је рођен у Бруклину, Њујорк. Дипломирао је на Факултету за уметност Универзитета Колумбија.
Фриз је завршио средњу школу 1977. године  и наставио да учи енглеску и америчку књижевност на Универзитету Брандис. Магистрирао је драмско писање на Универзитету Колумбија.

## Каријера
Кени Фрајс је званично почео да пише 1988. године, након што је почео да похађа Милеј колонију за уметност. Већина Фрајсових књига и песама написана је као последица његовог искуства као инвалида, геја, Јеврејина. Неки од радова које је Фрајс написао укључују: Body, Remember: A Memoir (2003), Staring Back: The Disability Experience from the Inside Out, The History of My Shoes and the Evolution of Darwin's Theory (2007), Anesthesia: Poems by Kenny Fries (1996), Desert Walking: Poems (2000), The Healing Notebooks (1990) and Night After Night: Poems (1984). Неки од научних списа које је написао Фрајс укључују: "Песме Витмена" (2003), "Комедија није штака" (2001) и "Где би екстази могао да борави" (1995).

## Фрајсов тест
Инспирисан тестом Алисон Бекдел којим се утврђује да ли креативно дело поштено представља жене, Фрајс је креирао „Фрајс тест“ за инвалидност. Фрајс је написао да је за полагање Фрајс теста креативно дело треба:
- да има више од једног карактера инвалида;
- ликови са инвалидитетом треба да имају сопствену наративну сврху осим образовања и профита лика без инвалидитета;
- инвалидитет ликова не треба искоренити ни лечењем ни убијањем.

## Почасти и награде
Кени Фрајс је добио награду за изузетну књигу 2007. од Густав Мајерс Центра за проучавање нетрпељивости и људских права. Био је сарадник за креативну уметност Комисије за пријатељство између Јапана и САД и Националне задужбине за уметност, као и два пута Фулбрајтов стипендиста у Јапану и Немачкој. Године 2009, Фрајс је добио резиденцију у заједници уметника у Јадоу. Године 2010. добио је резиденцију писаца Ledig House International. Фрајс је такође сарађивао са композиторима Кумико Такахаши и Јуком Такечијем и певачицом Миком Кимулом на њиховом новом музичком делу У баштама Јапана, које је извођено у Токију, Јокохами и Њујорку. Фрајс је такође добио стипендију за књижевност од организације Creative Capital да заврши своје мемоаре, У провинцији богова, које ће 19. септембра 2017. објавити University of Wisconsin Press.